# 해운대 나들목
해운대 나들목(Haeundae IC)은 부산광역시 기장군 기장읍 내리에 설치된 동해고속도로의 1번 교차로이다. 해운대구 송정동 일대나 기장읍내로 진출할 수 있다. 계획 당시 가칭은 송정 나들목이었다.

## 연혁
- 2000년 12월 11일 : 나들목 신설을 위해 부산광역시 도시계획시설 교통광장에 해운대구 송정동 일원을 송정 나들목으로 고시[1]
- 2008년 12월 29일 : 동해고속도로 부산 ~ 울산 구간 개통과 함께 해운대 나들목으로 영업 개시[2]
- 2008년 12월 31일 : 부산광역시 도시계획시설 교통광장에 해운대구 송정동 일원 송정 나들목 폐지[3]

## 구조물 정보
나들목 진출입로는 기장읍 석산리와 접하고 있으며, 포항 방향 진입과 부산 방향 진출만 가능하다.
- 위치: 부산광역시 기장군 기장읍 내리, 청강리
- 영업소(해운대송정 요금소): 부산광역시 기장군 기장읍 기장대로 116-125

## 접속하는 도로
- 기장대로 (부산광역시도 제23호선, 부산광역시도 제77호선)

## 해운대송정 요금소
해운대송정 요금소(海雲臺松亭料金所, Haeundae-Songjeong TG)는 부산광역시 기장군 기장읍 기장대로 116-125 (내리)에 위치한 동해고속도로 본선 상의 요금소이다. 해운대 나들목과 일체형을 이루고 있으며, 본선 요금소 역할 뿐만 아니라 해운대 나들목의 진출입 전용 요금소 역할도 병행한다. 이 때 요금소의 가장 바깥 차로를 이용한다. 2009년 12월 29일 동해고속도로 부산 ~ 울산 구간이 개통하면서 영업을 개시했다. 관리는 한국도로공사 해운대송정영업소, 부산울산고속도로 해운대송정영업소에서 하고 있다.
개통 당시 명칭은 기장 요금소였으나, 해운대 나들목의 진출입로가 해운대구 송정동과 인접해 있어 2009년 9월 26일에 현재의 해운대송정 요금소로 변경되었다.
- 위치: 북위 35° 12′ 59.39″ 동경 129° 12′ 24.29″ / 북위 35.2164972°  동경 129.2067472°

### 연혁
- 2008년 12월 29일 : 동해고속도로 부산 ~ 울산 구간 개통과 함께 기장 요금소로 영업 개시[2]
- 2009년 9월 26일 : 해운대송정 요금소로 변경

## 교통량 정보
해운대송정 요금소 기준이다. '해운대'는 본선 이용 차량, '기장', '해운대송정'은 해운대 나들목 진출입 차량의 수이다.
| 요금소              | 통행량 (대/일) | 통행량 (대/일)    | 통행량 (대/일)    | 통행량 (대/일)    | 통행량 (대/일)    | 통행량 (대/일)    | 통행량 (대/일)    | 통행량 (대/일)    | 통행량 (대/일)    | 통행량 (대/일)    | 각주  |
| 요금소              | 2008년         | 2009년            | 2010년            | 2011년            | 2012년            | 2013년            | 2014년            | 2015년            | 2016년            | 2017년            | 각주  |
| ------------------- | -------------- | ----------------- | ----------------- | ----------------- | ----------------- | ----------------- | ----------------- | ----------------- | ----------------- | ----------------- | ----- |
| 해운대 (폐쇄식)     | 2,442          | 9,741             | 10,829            | 11,747            | 12,603            | 13,812            | 14,821            | 3,610             | 1,679             | 1,698             | [ 5 ] |
| 기장 (폐쇄식)       | 617            | 해운대송정 요금소 | 해운대송정 요금소 | 해운대송정 요금소 | 해운대송정 요금소 | 해운대송정 요금소 | 해운대송정 요금소 | 해운대송정 요금소 | 해운대송정 요금소 | 해운대송정 요금소 | [ 5 ] |
| 해운대송정 (폐쇄식) | 기장 요금소    | 1,199             | 1,247             | 1,249             | 1,346             | 1,529             | 1,701             | 532               | 392               | 319               | [ 5 ] |
| 요금소              | 2018년         | 2019년            |                   |                   |                   |                   |                   |                   |                   |                   | [ 5 ] |
| 해운대 (폐쇄식)     | 4,704          | 5,359             |                   |                   |                   |                   |                   |                   |                   |                   | [ 5 ] |
| 해운대송정 (폐쇄식) | 1,873          | 2,299             |                   |                   |                   |                   |                   |                   |                   |                   | [ 5 ] |